# Русаново (Кардымовский район)
Русаново — деревня в Кардымовском районе Смоленской области России. Входит в состав Шокинского сельского поселения. Население — 27 жителей (2007 год). 
Расположена в центральной части области в 6 км к северо-востоку от Кардымова, в 1,5 км севернее автодороги Р134 «Старая Смоленская дорога» Смоленск — Дорогобуж — Вязьма — Зубцов, на берегу реки Орлея. В 7 км юго-западнее деревни расположена железнодорожная станция Кардымово на линии Москва — Минск. 

## История
В годы Великой Отечественной войны деревня была оккупирована гитлеровскими войсками в августе 1941 года, освобождена в сентябре 1943 года.